# Геркулес (сузір'я)

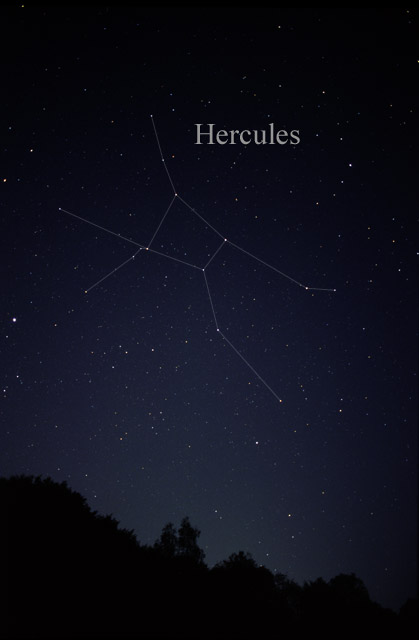
Сузір'я Геркулес неозброєним оком.

Геркуле́с (лат. Hercules) — сузір'я Північної півкулі неба. П'яте за площею сузір'я з тих, що використовуються сьогодні в астрономії.

## Історія
Відоме зі стародавніх часів. Включене в каталогу зоряного неба «Альмагест» стародавнім астрономом Птолемеєм ще в II столітті під назвою «Схилений на колінах». Свою назву Геркулес воно отримало з римської міфології, яка, у свою чергу, запозичила героя Геракла з грецької міфології.

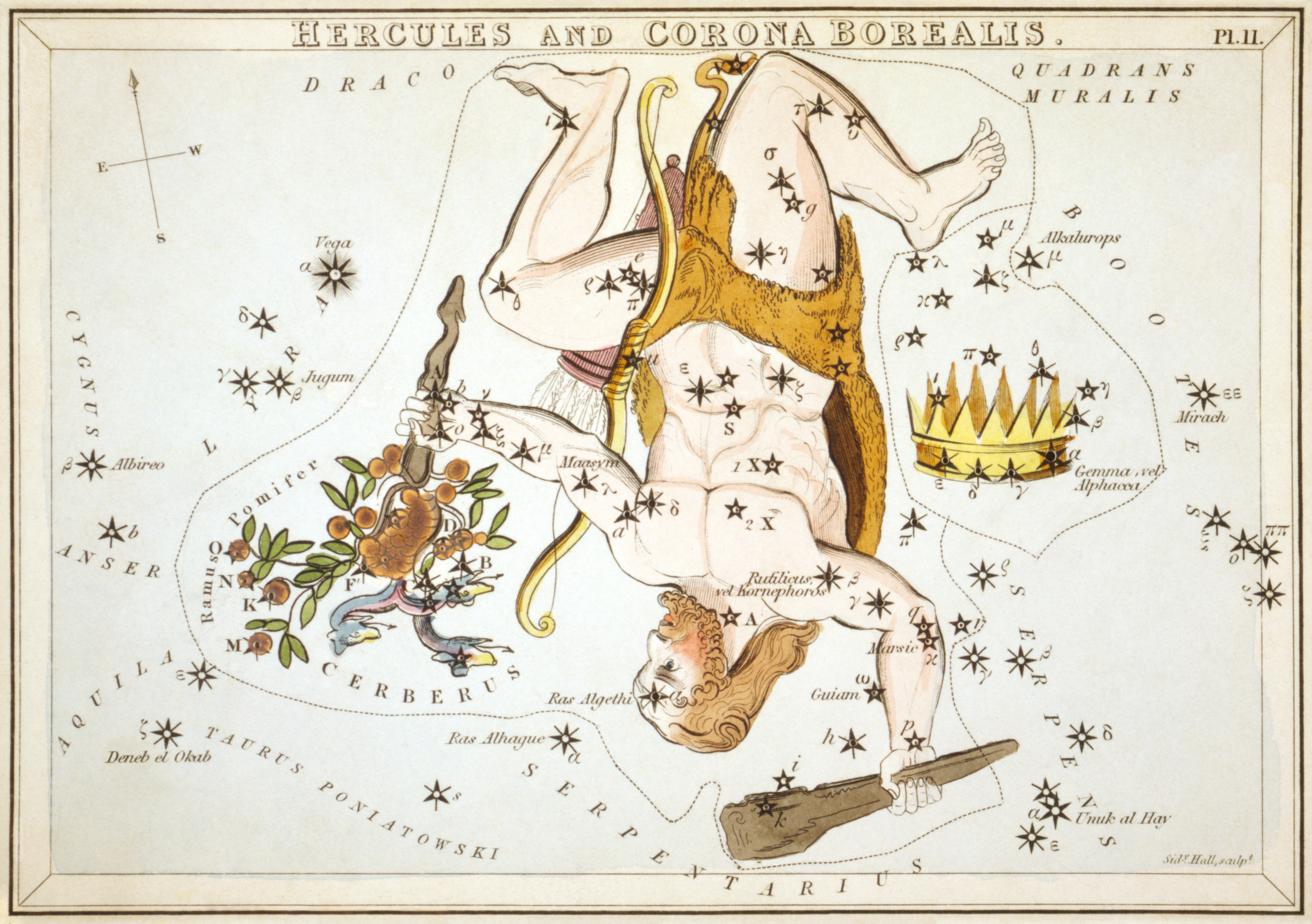
Сузір'я Геркулеса та Північна Корона із «Дзеркала Уранії», набору карток сузір'їв опублікованого в Лондоні, бл. 1825 р.

У сузір'ї Геркулеса розташований апекс Сонячної системи.

## Цікаві об'єкти
На орбітах 11 зір сузір'я Геркулеса відкрито планети.
У сузір'ї містяться два з найпомітніших кулястих скупчень: M13 — найяскравіше кулясте скупчення північної півкулі (містить близько 300 000 зір), яке в ясну ніч можна спостерігати навіть неозброєним оком між зорями η і ζ, а також скупчення M92.
16 червня 2018 року в сузір'ї Геркулеса виявлено великий швидко розширюваний астрономічний спалах AT2018cow (на момент відкриття видима зоряна величина m = 14.739), розташування якого збігається з галактикою CGCG 137-068.